# Hejdeby socken
Hejdeby socken ingick i Gotlands norra härad, ingår sedan 1971 i Gotlands kommun och motsvarar från 2016 Hejdeby distrikt.
Socknens areal är 22,02 kvadratkilometer allt land. År 2020 fanns här 170 invånare. Sockenkyrkan Hejdeby kyrka ligger i socknen. 

## Administrativ historik
Hejdeby socken har medeltida ursprung. Socknen tillhörde Endre ting som i sin tur ingick i Bro setting i Nordertredingen.
Vid kommunreformen 1862 övergick socknens ansvar för de kyrkliga frågorna till Hejdeby församling och för de borgerliga frågorna bildades Hejdeby landskommun. Landskommunen inkorporerades 1952 i Romaklosters landskommun och ingår sedan 1971 i Gotlands kommun.
1 januari 2016 inrättades distriktet Hejdeby, med samma omfattning som församlingen hade 1999/2000.  
Socknen har tillhört samma fögderier och domsagor som Gotlands norra härad. De indelta båtsmännen tillhörde Gotlands första båtsmanskompani.

## Geografi
Hejdeby socken ligger i Gotlands norra inland. Socknen är mjukt kuperad med uppodlad slättbygd i öster och skogsmark i väster.

### Gårdsnamn
Annexen, Bolarve, Hajdungs, Mattise, Nickarve, Norrbys, Råby Lilla, Råby Stora, Suderbys, Tibbles.

## Fornlämningar
Sliprännestenar finns i socknen. Kända från socknen är ett större och några mindre gravfält från järnåldern.

## Namnet
Namnet (1523 Heydeby) kommer från en gård. Förleden är troligen hajd, 'hed'. Efterleden är by, 'gård; by'.

## Befolkningsutveckling
| Befolkningsutvecklingen i Hejdeby socken 1750–2020 | Befolkningsutvecklingen i Hejdeby socken 1750–2020 | Befolkningsutvecklingen i Hejdeby socken 1750–2020 | Befolkningsutvecklingen i Hejdeby socken 1750–2020 | Befolkningsutvecklingen i Hejdeby socken 1750–2020 |
| --- | -------------------------------------------------- | -------------------------------------------------- | -------------------------------------------------- | -------------------------------------------------- |
| |                                                    |                                                    |                                                    |                                                    |
| År |                                                    |                                                    | Folkmängd                                          |                                                    |
| 1750 | 1750                                               |                                                    | 111                                                |                                                    |
| 1760 | 1760                                               |                                                    | 131                                                |                                                    |
| 1769 | 1769                                               |                                                    | 127                                                |                                                    |
| 1780 | 1780                                               |                                                    | 126                                                |                                                    |
| 1790 | 1790                                               |                                                    | 130                                                |                                                    |
| 1800 | 1800                                               |                                                    | 165                                                |                                                    |
| 1810 | 1810                                               |                                                    | 164                                                |                                                    |
| 1820 | 1820                                               |                                                    | 176                                                |                                                    |
| 1830 | 1830                                               |                                                    | 207                                                |                                                    |
| 1840 | 1840                                               |                                                    | 224                                                |                                                    |
| 1850 | 1850                                               |                                                    | 233                                                |                                                    |
| 1860 | 1860                                               |                                                    | 233                                                |                                                    |
| 1870 | 1870                                               |                                                    | 247                                                |                                                    |
| 1880 | 1880                                               |                                                    | 209                                                |                                                    |
| 1890 | 1890                                               |                                                    | 194                                                |                                                    |
| 1900 | 1900                                               |                                                    | 194                                                |                                                    |
| 1910 | 1910                                               |                                                    | 225                                                |                                                    |
| 1920 | 1920                                               |                                                    | 267                                                |                                                    |
| 1930 | 1930                                               |                                                    | 260                                                |                                                    |
| 1940 | 1940                                               |                                                    | 210                                                |                                                    |
| 1950 | 1950                                               |                                                    | 174                                                |                                                    |
| 1960 | 1960                                               |                                                    | 150                                                |                                                    |
| 1970 | 1970                                               |                                                    | 133                                                |                                                    |
| 1980 | 1980                                               |                                                    | 165                                                |                                                    |
| 1990 | 1990                                               |                                                    | 166                                                |                                                    |
| 2000 | 2000                                               |                                                    | 161                                                |                                                    |
| 2010 | 2010                                               |                                                    | 173                                                |                                                    |
| 2020 | 2020                                               |                                                    | 170                                                |                                                    |
| Anm: Källor: Umeå universitet - Tabellverket 1749-1859, Demografiska databasen, CEDAR, Umeå universitet, Befolkningsutvecklingen i Gotlands socknar 2000 - 2010, Befolkning per församling, Folkmängden per distrikt, landskap, landsdel eller riket efter kön. År 2015 - 2022. |                                                    |                                                    |                                                    |                                                    |

### Fotnoter
1. 1 2  Svensk Uppslagsbok andra upplagan 1947–1955: Hejdeby socken
2. ↑  ”Folkmängden per distrikt, landskap, landsdel eller riket efter kön. År 2015 - 2022”. Statistikdatabasen. Statistiska centralbyrån. http://www.statistikdatabasen.scb.se/pxweb/sv/ssd/START__BE__BE0101__BE0101A/FolkmangdDistrikt/. Läst 23 april 2023.
3. ↑  Harlén, Hans; Harlén Eivy (2003). Sverige från A till Ö: geografisk-historisk uppslagsbok. Stockholm: Kommentus. Libris 9337075. ISBN 91-7345-139-8
4. ↑  Administrativ historik för Hejdeby socken (Klicka på församlingsposten). Källa: Nationella arkivdatabasen, Riksarkivet.
5. ↑  Om Gotlands båtsmanskompani
6. 1 2  Sjögren, Otto (1931). Sverige geografisk beskrivning del 2 Östergötlands, Jönköpings, Kronobergs, Kalmar och Gotlands län. Stockholm: Wahlström & Widstrand. Libris 9939
7. 1 2  Nationalencyklopedin
8. ↑  Förteckning över slipskåror
9. ↑  Fornlämningar, Statens historiska museum: Hejdeby socken
10. ↑  Fornminnesregistret, Riksantikvarieämbetet: Hejdeby socken Fornminnen i socknen erhålls på kartan genom att skriva in sockennamn (utan "socken") i "Ange geografiskt område"
11. ↑  Mats Wahlberg, red (2003). Svenskt ortnamnslexikon. Uppsala: Institutet för språk och folkminnen. Libris 8998039. ISBN 91-7229-020-X. https://isof.diva-portal.org/smash/get/diva2:1175717/FULLTEXT02.pdf